# Ruta de Illinois 54
La Ruta de Illinois 54, y abreviada IL 54 (en inglés: Illinois Route 54) es una carretera estatal estadounidense ubicada en el estado de Illinois. La carretera inicia en el oeste desde la I 55     en Springfield hacia el este en la US 45     en Onarga. La carretera tiene una longitud de 176 km (109.35 mi).

## Mantenimiento
Al igual que las autopistas interestatales, y las rutas federales y el resto de carreteras estatales, la Ruta de Illinois 54 es administrada y mantenida por el Departamento de Transporte de Illinois por sus siglas en inglés IDOT.